# Rodolivos
Rodolivos (in greco Ροδoλίβος?) era un comune della Grecia situato nella periferia della Macedonia Centrale (unità periferica di Serres) con 3.284 abitanti secondo i dati del censimento 2001. Venne soppresso come ente locale a seguito della riforma amministrativa nota come Programma Callicrate, in vigore dal gennaio 2011, ed è ora compreso nel comune di Anfipoli.

## Località
Rodolivos è suddiviso nelle seguenti comunità (popolazione al 2001):
- Rodolivos (2552)
- Domiros (182)
- Mikro Souli (550)